# عملية بولموس 5
عملية بولموس 5 (بالعبرية: בולמוס 5، السعار 5)، (بالإنجليزية: Bulmus 5) هي غارة نفذها عناصر من الكوماندوز البحري الإسرائيلي (شايطيت 13) على نقطة حراسة للجيش المصري في رأس الأدبية، شمال خليج السويس، في ليلة 21 يونيو 1969 أثناء حرب الاستنزاف. هذه العملية تُعد علامة فارقة في تاريخ شايطيت 13، كونها أول عملية يشترك فيها قوات كوماندوز بحرية في قتال بري.

## خلفية تاريخية
رداً على الهجمات المصرية على مواقع القوات إسرائيلية على طول قناة السويس خلال حرب الاستنزاف، شن الجيش الإسرائيلي عمليات إغارة عميقة داخل مصر وعمليات تخريب للعديد من الجسور والمنشآت. وفي هذا الإطار تقرر شن عملية السعار 5.
في 19 مايو 1969، قبل حوالي شهر من الغارة، وصلت قوة من ثمانية مغاوير من شايطيت 13 إلى المنطقة المستهدفة في اثنين من نوع الطوربيدات المأهولة المسماة «الخنازير» (غواصة صغيرة تحمل عناصر كوماندوز بحرية تحت الماء) تحت قيادة الرائد إمانويل باز، في مهمة استطلاعية لرأس الأدبية، لجمع المعلومات الاستخبارية.

## العملية
بدأت عملية «السعار 5» ليلة 21 يونيو 1969. وكان قائد العملية هو قائد شايطيت 13، المُقدم زئيف ألموج. اقتحم 25 من أفراد الكوماندوز البحرية نقطة الحراسة على رأسهم الرائد شاؤول زيف. بعد أن وصلوا إلى وجهتهم في سبعة قوارب مطاطية، يقودها 14 مُشغل. في أحد هؤلاء القوارب، المقدم زئيف ألموج والعميد رافائيل إيتان، ضابط من قوات المشاة والمظليين، حاضراً أثناء العملية، وكانت توجد قوات إضافية تابعة للبحرية والقوات الجوية والقيادة الجنوبية في حالة طلب للمساعدة.
قُتل 32 جندياً مصرياً خلال الغارة حسب الرواية الإسرائيلية، ونُسفت جميع المباني والمنشآت الخمسة في المكان. بينما أُصيب جنديان إسرائيليان بجروح طفيفة. أحد أهداف الغارة لم يتحقق وهو تدمير محطة رادار بالجوار، فقد تبين أن تقرير الاستخبارات حول وجود محطة رادار في المنطقة غير صحيح.
كانت هذه العملية الأولى من نوعها في تاريخ شايطيت 13 وفازت بثناء رئيس الأركان حاييم بارليف كأول عملية قتالية رئيسية في نطاق عمل إداري منذ حرب 67. وقد مهد نجاحها الطريق لمزيد من العمليات الأخرى، كان أولها الغارة على الجزيرة الخضراء.

## للمزيد من القراءة
- זאב אלמוג, עטלפים בים האדום: פעולות הקומנדו הימי במלחמת ההתשה ומלחמת יום הכיפורים, הוצאת משרד הביטחון, 2007, עמ' 33-29.